# Podolie, Nové Mesto nad Váhom
Podolie este o comună slovacă, aflată în districtul Nové Mesto nad Váhom din regiunea Trenčín, pe malul râului Dudváh⁠(d). Localitatea se află la altitudinea de 188 m deasupra n.m., se întinde pe o suprafață de 17,27 km2 și în 2017 număra 1.858 de locuitori.

## Istoric
Localitatea Podolie este atestată documentar din 1332.

## Demografie
| An:                | 1994 | 2004   | 2014   | 2024   |
| ------------------ | ---- | ------ | ------ | ------ |
| Număr de persoane: | 2071 | 2056   | 1958   | 1923   |
| Diferență:         |      | −0,72% | −4,76% | −1,78% |

| An:                | 2023 | 2024   |
| ------------------ | ---- | ------ |
| Număr de persoane: | 1892 | 1923   |
| Diferență:         |      | +1,63% |